# Houmane Jarir
Houmane Jarir (àrab: حومان جرير)  (Casablanca, 30 de novembre de 1944 - Boston, 19 de maig de 2018) fou un futbolista marroquí de la dècada de 1960.
Fou internacional amb la selecció del Marroc amb la qual participà en la Copa del Món de futbol de 1970.
Pel que fa a clubs, destacà a Raja CA Casablanca.